# 尼克·拉科切维奇
尼古拉斯·拉科切维奇（1997年12月31日—）為塞爾維亞男子籃球運動員，現效力於波多黎各職業籃球聯賽阿瓜達桑特羅斯。
拉科切维奇出生於美國伊利诺伊州芝加哥，2017年曾代表塞爾維亞參加U20歐青男籃賽。拉科切维奇就讀南加州大学四年，職業生涯菜鳥球季從中国男子篮球职业联赛浙江稠州展開，拉科切维奇場均上陣16分鐘，可挹注10.6分、7.5籃板，2021-22賽季繼續代表浙江稠州出戰CBA，該季拉科切维奇出賽23場，場均攻下13.0分、9.8籃板、1.7助攻、1.7抄截、2.2阻攻。2022年8月據報導拉科切维奇成為麥諾尼亞熱點在PBA委員盃的外籍球員，拉科切维奇場均繳出21.7分、17籃板、1.8抄截、1.7阻攻的表現，帶領球隊以10勝2敗拿下第二種子，最終球隊止步於準決賽。2023年3月浙江稠州宣布與拉科切维奇完成續約。拉科切维奇在季后赛出賽11場，場均上陣14.8分鐘，可貢獻7.7分、6.5籃板。2023年9月CBA吉林九台农商行宣布與拉科切维奇完成簽約。2024年4月拉科切维奇加盟黎巴嫩球隊智慧。9月26日，宁波富邦宣布與拉科切维奇完成簽約。12月15日，宁波富邦註冊克雷格·兰德尔二世，取消註冊拉科切维奇。2025年1月5日，宁波富邦註冊拉科切维奇，取消註冊克雷格·兰德尔二世。2月27日，宁波富邦與拉科切维奇解除合約關係。

## 外部連結
- 尼克·拉科切维奇在fiba.basketball（英语）
- 尼克·拉科切维奇在archive.fiba.com（存檔）（英语）
- 尼克·拉科切维奇在中国男子篮球职业联赛官網
- 尼克·拉科切维奇在Basketball-Reference.com（國際）（英语）
- 尼克·拉科切维奇在Sports-Reference.com（NCAA）（英语）
- 尼克·拉科切维奇在Eurobasket.com（球員）（英语）
- 尼克·拉科切维奇在Proballers（英语）
- 尼克·拉科切维奇在RealGM（英语）
- 尼克·拉科切维奇在中国篮球数据库
- 尼克·拉科切维奇在Flashscore（英语）